# Sisinnios Triphyllios
Sisinnios Triphyllios (en grec : Σισίννιος Τριφύλλιος, mort le 26 juillet 811) est l'un des principaux hauts fonctionnaires de l'Empire byzantin sous les règnes d'Irène l'Athénienne (797-802) et de son successeur Nicéphore Ier (802-811).

## Biographie
Il apparaît dans les sources le 1er avril 799 à l'occasion de la procession triomphale d'Irène à Constantinople pour la Pâques de cette année. Il est alors stratège (gouverneur) du thème de Thrace, la province la plus proche de la capitale. Il détient aussi le rang de patrice. Il est l'un des quatre stratèges (avec Bardanès Tourkos, Constantin Boïlas et Nicétas Triphyllios, son frère) à conduire les quatre chevaux blancs qui tirent l'attelage impérial. Un tel privilège prouvent qu'ils font partie des dignitaires les plus fidèles de l'impératrice.
Néanmoins, si Nicétas et Sisinnios sont à l'évidence des partisans d'Irène, ils s'en détournent peu à peu. Ils s'opposent notamment à l'influence croissante d'Aetios au sein de la cour impériale. Cette ascension se matérialise par le remplacement de Sisionnios comme stratège de Thrace vers 801/802 par Léon, le propre frère d'Aetios. En outre, ils sont probablement opposés à la politique fiscale d'Irène qui repose sur la concession de larges exemptions d'impôts à différentes catégories de la population pour se concilier leur soutien, au risque de priver l'Empire de ressources importantes. Par conséquent, le 31 octobre 802, ils font partie des principaux soutiens au coup d'état fomenté par Nicéphore, le logothète général (sorte de ministre de la fiscalité), qui s'empare du pouvoir. Sisinnios devient rapidement l'un des hommes forts du nouveau régime, sans que les sources n'indiquent s'il détient un poste quelconque au sein de l'administration byzantine. Le 30 avril 803, son frère décède et des chroniqueurs ont rapporté que Nicéphore a pu ordonner sa mort. Néanmoins, étant donné que Nicéphore et Sisionnios restent proches jusqu'en 811, cette hypothèse semble improbable.. En 811, Sisinnios accompagne l'empereur lors d'une campagne d'envergure qui doit soumettre les Bulgares. Cependant, aux côtés d'autres personnages de marque de l'Empire, dont l'empereur lui-même, il décède lors de la désastreuse déroute de la bataille de Pliska le 26 juillet.